# Політ Фенікса
Політ Фенікса (ориг. назва 大佬愛美麗) — гонконгський фільм. У головних ролях Ейшон Чан і Деніел Ву. Фільм вийшов на екрани 2004 року.
У фільмі на декілька секунд з'явився Джекі Чан.

## Опис
Після смерті старого боса тріади «Червона честь» двоє його підручних відправлені до Бангкока (Таїланд) із завданням знайти блудного сина боса - Джорджі. Але вони помилково приймають за Джорджі його сусіда Сема. 
Джордж, який є геєм  і працює кухарем, не зацікавлений продовжувати справу батька, але його близький друг Сем обожнює життя гангстерів і умовивйого не виправляти помилку. Джорджі погоджується інкогніто поїхати з другом до Гонконгу під виглядом його охоронця ...
Тим часом Хунг випадково вбив батька Чен-Чоу, а тепер Ченг Чоу прагне помститися за смерть батька.
Чан Вай-Ман (голова банди Чен-Чоу) хотів одружити Сема (який видає себе за Джорджа) на своїй дочці Джулі, щоб зміцнити зв’язок між двома бандами. Спочатку Сем погоджується, але згодом передумав, коли з'ясував, що Джулі не закохана в нього.
Пізніше Чен Чоу викрав і Джулі, і Сем. Справжній Джордж очолює свою банду, та організовує рятувальну місію. Джорджі за допомогою Джулі та Сема в останньому бою переміг Ченґ Чоу і умовив йому прийняти той факт, що смерть батька була випадковою. Тоді Ченг Чоу врятував Джорджі, коли один із його людей намагався вбити його.
Джулі і Сем закохалися під час викрадення і вирішили одружитися.
Пізніше Сем і Джорджі взяли спільне керівництво бандою.
Наприкінці фільму на декілька секунд з'являється Джекі Чан. 

## В ролях
- Ейшон чан — Сем
- Деніел Ву — Джордж
- Карен Мок — Джулі
- Чапмен То — Чапмен То
- Кар-Йанг-Ло — Восьмий Батько
- Стивен Фун — Чен-Чоу
- Бьяо Юэнь — Батько Джорджа
- Джеки Чан — Чан (клієнт Джулі